# 傑克遜鎮區 (印地安納州摩根縣)
傑克遜鎮區（英語：Jackson Township）是位於美國印地安納州摩根縣的一個行政鎮區。

## 地方資料
根據2010年美國人口普查的數據，傑克遜鎮區的面積為93.30平方千米，當中陸地面積為92.20平方千米，而水域面積為1.10平方千米。當地共有人口3439人，而人口密度為每平方千米36.86人。